# Coppa Davis 2008
La Coppa Davis 2008 è stata la 97ª edizione del massimo torneo riservato alle nazionali maschili di tennis. Vi hanno partecipato 100 nazioni. Nella finale disputata dal 21 al 23 novembre all'Estadio Polideportivo Islas Malvinas di Mar del Plata in Argentina, la Spagna ha battuto l'Argentina con il punteggio di 3–1.

## Gruppo Mondiale
| Squadre partecipanti | Squadre partecipanti | Squadre partecipanti | Squadre partecipanti |
| Argentina            | Austria              | Belgio               | Rep. Ceca            |
| Francia              | Regno Unito          | Germania             | Israele              |
| Perù                 | Romania              | Russia               | Serbia               |
| Corea del Sud        | Spagna               | Svezia               | Stati Uniti          |
| -------------------- | -------------------- | -------------------- | -------------------- |

### Tabellone
|  | Primo turno 8–10 febbraio                   | Primo turno 8–10 febbraio                   | Primo turno 8–10 febbraio |                              |               | Quarti di finale 11–13 aprile | Quarti di finale 11–13 aprile   | Quarti di finale 11–13 aprile |   |   | Semifinali 19–21 settembre | Semifinali 19–21 settembre                | Semifinali 19–21 settembre |   |  | Finale 21–23 novembre | Finale 21–23 novembre | Finale 21–23 novembre |
|  |                                             |                                             |                           |                              |               |                               |                                 |                               |   |   |                            |                                           |                            |   |  |                       |                       |                       |
|  | Mosca, Russia (Cemento indoor)              |                                             |                           |                              |               |                               |                                 |                               |   |   |                            |                                           |                            |   |  |                       |                       |                       |
|  | 1                                           | Russia                                      | 3                         |                              |               |                               |                                 |                               |   |   |                            |                                           |                            |   |  |                       |                       |                       |
|  | 1                                           | Russia                                      | 3                         | Mosca, Russia (Terra indoor) |               |                               |                                 |                               |   |   |                            |                                           |                            |   |  |                       |                       |                       |
|  |                                             | Serbia                                      | 2                         |                              |               |                               |                                 |                               |   |   |                            |                                           |                            |   |  |                       |                       |                       |
|  |                                             | Serbia                                      | 2                         | 1                            | Russia        | 3                             |                                 |                               |   |   |                            |                                           |                            |   |  |                       |                       |                       |
|  | Ostrava, Repubblica Ceca (Sintetico indoor) |                                             |                           | 1                            | Russia        | 3                             |                                 |                               |   |   |                            |                                           |                            |   |  |                       |                       |                       |
|  |                                             |                                             | Rep. Ceca                 | 2                            |               |                               |                                 |                               |   |   |                            |                                           |                            |   |  |                       |                       |                       |
|  | 8                                           | Belgio                                      | Rep. Ceca                 | 2                            | 2             |                               |                                 |                               |   |   |                            |                                           |                            |   |  |                       |                       |                       |
|  | 8                                           | Belgio                                      |                           |                              | 2             |                               | Buenos Aires, Argentina (Terra) |                               |   |   |                            |                                           |                            |   |  |                       |                       |                       |
|  |                                             | Rep. Ceca                                   | 3                         |                              |               |                               |                                 |                               |   |   |                            |                                           |                            |   |  |                       |                       |                       |
|  |                                             |                                             |                           |                              |               |                               | 1                               | Russia                        | 2 |   |                            |                                           |                            |   |  |                       |                       |                       |
|  | Buenos Aires, Argentina (Terra)             |                                             |                           |                              |               |                               | 1                               | Russia                        | 2 |   |                            |                                           |                            |   |  |                       |                       |                       |
|  |                                             | 3                                           | Argentina                 | 3                            |               |                               |                                 |                               |   |   |                            |                                           |                            |   |  |                       |                       |                       |
|  | 3                                           | 3                                           | Argentina                 | 3                            | Argentina     | 4                             |                                 |                               |   |   |                            |                                           |                            |   |  |                       |                       |                       |
|  | 3                                           | Buenos Aires, Argentina (Terra)             |                           |                              | Argentina     | 4                             |                                 |                               |   |   |                            |                                           |                            |   |  |                       |                       |                       |
|  |                                             | Regno Unito                                 | 1                         |                              |               |                               |                                 |                               |   |   |                            |                                           |                            |   |  |                       |                       |                       |
|  |                                             | Regno Unito                                 | 1                         | 3                            | Argentina     | 4                             |                                 |                               |   |   |                            |                                           |                            |   |  |                       |                       |                       |
|  | Ramat HaSharon, Israele (Cemento)           |                                             |                           | 3                            | Argentina     | 4                             |                                 |                               |   |   |                            |                                           |                            |   |  |                       |                       |                       |
|  |                                             | 6                                           | Svezia                    | 1                            |               |                               |                                 |                               |   |   |                            |                                           |                            |   |  |                       |                       |                       |
|  | 6                                           | 6                                           | Svezia                    | 1                            | Svezia        | 3                             |                                 |                               |   |   |                            |                                           |                            |   |  |                       |                       |                       |
|  | 6                                           |                                             |                           |                              | Svezia        | 3                             |                                 |                               |   |   |                            | Mar del Plata, Argentina (Cemento indoor) |                            |   |  |                       |                       |                       |
|  |                                             | Israele                                     | 2                         |                              |               |                               |                                 |                               |   |   |                            |                                           |                            |   |  |                       |                       |                       |
|  |                                             |                                             |                           |                              |               |                               |                                 |                               |   |   |                            | 3                                         | Argentina                  | 1 |  |                       |                       |                       |
|  | Braunschweig, Germania (Terra indoor)       |                                             |                           |                              |               |                               |                                 |                               |   |   |                            | 3                                         | Argentina                  | 1 |  |                       |                       |                       |
|  |                                             | 5                                           | Spagna                    | 3                            |               |                               |                                 |                               |   |   |                            |                                           |                            |   |  |                       |                       |                       |
|  |                                             | 5                                           | Spagna                    | 3                            | Corea del Sud | 2                             |                                 |                               |   |   |                            |                                           |                            |   |  |                       |                       |                       |
|  |                                             | Brema, Germania (Cemento indoor)            |                           |                              | Corea del Sud | 2                             |                                 |                               |   |   |                            |                                           |                            |   |  |                       |                       |                       |
|  | 4                                           | Germania                                    | 3                         |                              |               |                               |                                 |                               |   |   |                            |                                           |                            |   |  |                       |                       |                       |
|  | 4                                           | Germania                                    | 3                         |                              | 4             | Germania                      | 1                               |                               |   |   |                            |                                           |                            |   |  |                       |                       |                       |
|  | Lima, Perù (Terra)                          |                                             |                           |                              | 4             | Germania                      | 1                               |                               |   |   |                            |                                           |                            |   |  |                       |                       |                       |
|  |                                             | 5                                           | Spagna                    | 4                            |               |                               |                                 |                               |   |   |                            |                                           |                            |   |  |                       |                       |                       |
|  |                                             | 5                                           | Spagna                    | 4                            | Perù          | 0                             |                                 |                               |   |   |                            |                                           |                            |   |  |                       |                       |                       |
|  |                                             |                                             |                           |                              | Perù          | 0                             | Madrid, Spagna (Terra)          |                               |   |   |                            |                                           |                            |   |  |                       |                       |                       |
|  | 5                                           | Spagna                                      | 5                         |                              |               |                               |                                 |                               |   |   |                            |                                           |                            |   |  |                       |                       |                       |
|  | 5                                           | Spagna                                      | 5                         |                              |               |                               |                                 |                               |   | 5 | Spagna                     | 4                                         |                            |   |  |                       |                       |                       |
|  | Sibiu, Romania (Cemento indoor)             |                                             |                           |                              |               |                               |                                 |                               |   | 5 | Spagna                     | 4                                         |                            |   |  |                       |                       |                       |
|  |                                             | 2                                           | Stati Uniti               | 1                            |               |                               |                                 |                               |   |   |                            |                                           |                            |   |  |                       |                       |                       |
|  |                                             | 2                                           | Stati Uniti               | 1                            | Romania       | 0                             |                                 |                               |   |   |                            |                                           |                            |   |  |                       |                       |                       |
|  |                                             | Winston-Salem, Stati Uniti (Cemento indoor) |                           |                              | Romania       | 0                             |                                 |                               |   |   |                            |                                           |                            |   |  |                       |                       |                       |
|  | 7                                           | Francia                                     | 5                         |                              |               |                               |                                 |                               |   |   |                            |                                           |                            |   |  |                       |                       |                       |
|  | 7                                           | Francia                                     | 5                         |                              | 7             | Francia                       | 1                               |                               |   |   |                            |                                           |                            |   |  |                       |                       |                       |
|  | Vienna, Austria (Terra indoor)              |                                             |                           |                              | 7             | Francia                       | 1                               |                               |   |   |                            |                                           |                            |   |  |                       |                       |                       |
|  |                                             | 2                                           | Stati Uniti               | 4                            |               |                               |                                 |                               |   |   |                            |                                           |                            |   |  |                       |                       |                       |
|  |                                             | 2                                           | Stati Uniti               | 4                            | Austria       | 1                             |                                 |                               |   |   |                            |                                           |                            |   |  |                       |                       |                       |
|  |                                             |                                             |                           |                              | Austria       | 1                             |                                 |                               |   |   |                            |                                           |                            |   |  |                       |                       |                       |
|  | 2                                           | Stati Uniti                                 | 4                         |                              |               |                               |                                 |                               |   |   |                            |                                           |                            |   |  |                       |                       |                       |

### Finale
| Argentina 1 | Polideportivo Islas Malvinas, Mar del Plata, Argentina 21-23 novembre 2008 Cemento (indoor) | Polideportivo Islas Malvinas, Mar del Plata, Argentina 21-23 novembre 2008 Cemento (indoor) | Spagna 3 |      |      |     |     |             |
| \| \| \| \| 1 \| 2 \| 3 \| 4 \| 5 \| \| \| - \| \| ---------------------------------------------------------------------- \| --- \| ---- \| ---- \| --- \| --- \| ----------- \| \| 1 \| \| David Nalbandian David Ferrer \| 6 3 \| 6 2 \| 6 3 \| \| \| \| \| 2 \| \| Juan Martín del Potro Feliciano López \| 6 4 \| 62 7 \| 64 7 \| 3 6 \| \| \| \| 3 \| \| Agustín Calleri / David Nalbandian Feliciano López / Fernando Verdasco \| 7 5 \| 5 7 \| 65 7 \| 3 6 \| \| \| \| 4 \| \| José Acasuso Fernando Verdasco \| 3 6 \| 7 63 \| 6 4 \| 3 6 \| 1 6 \| \| \| 5 \| \| David Nalbandian Feliciano López \| \| \| \| \| \| non giocata \| |                                                                                             |                                                                                             |          |      |      |     |     |             |
| |                                                                                             |                                                                                             | 1        | 2    | 3    | 4   | 5   |             |
| 1 | Argentina (bandiera) · Spagna (bandiera)                                                    | David Nalbandian David Ferrer                                                               | 6 3      | 6 2  | 6 3  |     |     |             |
| 2 | Argentina (bandiera) · Spagna (bandiera)                                                    | Juan Martín del Potro Feliciano López                                                       | 6 4      | 62 7 | 64 7 | 3 6 |     |             |
| 3 | Argentina (bandiera) · Spagna (bandiera)                                                    | Agustín Calleri / David Nalbandian Feliciano López / Fernando Verdasco                      | 7 5      | 5 7  | 65 7 | 3 6 |     |             |
| 4 | Argentina (bandiera) · Spagna (bandiera)                                                    | José Acasuso Fernando Verdasco                                                              | 3 6      | 7 63 | 6 4  | 3 6 | 1 6 |             |
| 5 | Argentina (bandiera) · Spagna (bandiera)                                                    | David Nalbandian Feliciano López                                                            |          |      |      |     |     | non giocata |

## Turno di qualificazione al Gruppo Mondiale
- Date: 19–21 settembre

| Città (Superficie)                      | Squadra ospitante | Punteggio | Squadra ospite    |
| --------------------------------------- | ----------------- | --------- | ----------------- |
| Antofagasta, Cile (Terra)               | Cile              | 3–2       | Australia (3)     |
| Wimbledon, Gran Bretagna (erba)         | Regno Unito       | 2–3       | Austria (7)       |
| Losanna, Svizzera (Cemento indoor)      | Svizzera          | 4–1       | Belgio (4)        |
| Zara, Croazia (Cemento indoor)          | Croazia (1)       | 4–1       | Brasile           |
| Ramat HaSharon, Israele (Cemento)       | Israele (8)       | 4–1       | Perù              |
| Apeldoorn, Paesi Bassi (Terra indoor)   | Paesi Bassi       | 3–2       | Corea del Sud (5) |
| Bucarest, Romania (Terra)               | Romania (6)       | 4–1       | India             |
| Bratislava, Slovacchia (Cemento indoor) | Slovacchia (2)    | 1-4       | Serbia            |

- Cile, Croazia, Paesi Bassi e Svizzera promosse al Gruppo Mondiale della Coppa Davis 2009.
- Austria, Israele, Romania e Serbia rimangono nel Gruppo Mondiale della Coppa Davis 2009.
- Australia (AO), Brasile (AM), India (AO) e Slovacchia (EA) rimangono nel Gruppo I della Coppa Davis 2009.
- Belgio (EA), Gran Bretagna (EA), Perù (AM) e Corea del Sud (AO) retrocesse nel Gruppo I della Coppa Davis 2009.

## Zona Americana

### Gruppo I
Squadre partecipanti
- Brasile - promossa al Turno di qualificazione al Gruppo Mondiale
- Canada
- Cile - promossa al Turno di qualificazione al Gruppo Mondiale
- Colombia
- Messico - retrocessa nel Gruppo II della Coppa Davis 2009
- Uruguay

### Gruppo II
Squadre partecipanti
- Antille Olandesi
- Bahamas
- Bolivia - retrocessa nel Gruppo III della Coppa Davis 2009
- Ecuador - promossa al Gruppo I della Coppa Davis 2009
- El Salvador - retrocessa nel Gruppo III della Coppa Davis 2009
- Paraguay
- Rep. Dominicana
- Venezuela

### Gruppo III
Squadre partecipanti
- Aruba - retrocessa nel Gruppo IV della Coppa Davis 2009
- Barbados
- Giamaica - promossa al Gruppo II della Coppa Davis 2009
- Guatemala - promossa al Gruppo II della Coppa Davis 2009
- Honduras
- Panama - retrocessa nel Gruppo IV della Coppa Davis 2009
- Porto Rico
- Cuba rinuncia

### Gruppo IV
Squadre partecipanti
- Bermuda
- Costa Rica - promossa al Gruppo III della Coppa Davis 2009
- Haiti - promossa al Gruppo III della Coppa Davis 2009
- Isole Vergini Americane
- Trinidad e Tobago rinuncia

## Zona Asia/Oceania

### Gruppo I
Squadre partecipanti
- Australia - promossa al Turno di qualificazione al Gruppo Mondiale
- Filippine - retrocessa nel Gruppo II della Coppa Davis 2009
- Giappone
- India - promossa al Turno di qualificazione al Gruppo Mondiale
- Kazakistan
- Taipei cinese
- Thailandia
- Uzbekistan

### Gruppo II
Squadre partecipanti
- Cina - promossa al Gruppo I della Coppa Davis 2009
- Comunità del Pacifico - retrocessa nel Gruppo III della Coppa Davis 2009
- Hong Kong
- Indonesia
- Kuwait
- Libano - retrocessa nel Gruppo III della Coppa Davis 2009
- Nuova Zelanda
- Oman

### Gruppo III
Squadre partecipanti
- Emirati Arabi Uniti - retrocessa nel Gruppo IV della Coppa Davis 2009
- Iran
- Malaysia - promossa al Gruppo II della Coppa Davis 2009
- Pakistan - promossa al Gruppo II della Coppa Davis 2009
- Sri Lanka
- Siria
- Tagikistan
- Vietnam - retrocessa nel Gruppo IV della Coppa Davis 2009

### Gruppo IV
Squadre partecipanti
- Arabia Saudita - promossa al Gruppo III della Coppa Davis 2009
- Bahrein
- Bangladesh
- Birmania
- Brunei
- Giordania
- Iraq
- Mongolia
- Qatar
- Singapore - promossa al Gruppo III della Coppa Davis 2009
- Turkmenistan

## Zona Europea/Africana

### Gruppo I
Squadre partecipanti
- Bielorussia
- Croazia - promossa al Turno di qualificazione al Gruppo Mondiale
- Georgia - retrocessa nel Gruppo II della Coppa Davis 2009
- Italia
- Lettonia - retrocessa nel Gruppo II della Coppa Davis 2009
- Macedonia
- Paesi Bassi - promossa al Turno di qualificazione al Gruppo Mondiale
- Polonia
- Slovacchia - promossa al Turno di qualificazione al Gruppo Mondiale
- Svizzera - promossa al Turno di qualificazione al Gruppo Mondiale

### Gruppo II
Squadre partecipanti
- Algeria
- Cipro
- Danimarca
- Egitto
- Finlandia
- Grecia - retrocessa nel Gruppo III della Coppa Davis 2009
- Irlanda
- Lussemburgo - retrocessa nel Gruppo III della Coppa Davis 2009
- Marocco - retrocessa nel Gruppo III della Coppa Davis 2009
- Monaco
- Portogallo
- Slovenia
- Sudafrica - promossa al Gruppo I della Coppa Davis 2009
- Tunisia - retrocessa nel Gruppo III della Coppa Davis 2009
- Ucraina - promossa al Gruppo I della Coppa Davis 2009
- Ungheria

### Gruppo III

#### Girone 1
Squadre partecipanti
- Bulgaria - promossa al Gruppo II della Coppa Davis 2009
- Costa d'Avorio - retrocessa nel Gruppo IV della Coppa Davis 2009
- Madagascar
- Montenegro - promossa al Gruppo II della Coppa Davis 2009
- Turchia
- Zimbabwe - retrocessa nel Gruppo IV della Coppa Davis 2009
- Botswana rinuncia
- Nigeria rinuncia

#### Girone 2
Squadre partecipanti
- Andorra
- Armenia - retrocessa nel Gruppo IV della Coppa Davis 2009
- Bosnia ed Erzegovina
- Estonia
- Ghana - retrocessa nel Gruppo IV della Coppa Davis 2009
- Lituania - promossa al Gruppo II della Coppa Davis 2009
- Moldavia - promossa al Gruppo II della Coppa Davis 2009
- Norvegia

### Gruppo IV
Squadre partecipanti
- Islanda - promossa al Gruppo III della Coppa Davis 2009
- Namibia - promossa al Gruppo III della Coppa Davis 2009
- Ruanda - promossa al Gruppo III della Coppa Davis 2009
- San Marino - promossa al Gruppo III della Coppa Davis 2009
- Libia rinuncia
- Malta rinuncia
- Mauritius rinuncia